# Varning för vuxna
Varning för vuxna är ett musikalbum av Mojje från 2006.

## Låtlista
1. Baja maja
2. Ojojoj
3. Diggar du mig
4. Tull och Tall
5. Bosse busschaufför
6. Helium
7. Boomerang
8. Mallan brallan
9. Äventyr
10. E de säkert
11. Milos sång